# Ghost Stories (The Lawrence Arms)
Ghost Stories is het tweede studioalbum van de Amerikaanse punkband The Lawrence Arms. Het wer in 2000, net zoals het debuutalbum A Guided Tour of Chicago uit 1999, uitgegeven door het punklabel Asian Man Records. Het album bevat drie verborgen nummers die op de laatste track te horen zijn.
Twee van de nummers op het album, "Turnstyles" en "The Old Timer's 2x4", werden later opnieuw opgenomen voor het verzamelalbum Cocktails & Dreams. De drie verborgen nummers die op dit album staan zijn ook op deze verzamelalbum te horen. Het nummer "Purple Haze" werd vlak na de uitgave van het album herschreven en verscheen een jaar later op het splitalbum Shady View Terrace/The Lawrence Arms onder de titel "Faintly Falling Ashes".

## Nummers
1. "Sixteen Hours" - 1:07
2. "Chicago Is Burning" - 1:44
3. "Turnstyles" - 2:28
4. "Asa Phelps Is Dead" - 2:51
5. "All the Week" - 1:29
6. "The Old Timer's 2x4" - 2:10
7. "Here Comes the Neighborhood" - 1:55
8. "Light Breathing (Me and Martha Plimpton in a Fancy Elevator)" - 2:57
9. "Ghost Stories" - 2:34
10. "106 South" - 2:09
11. "Minute" - 1:06
12. "The Last One", "Old Mexico Way", "Purple Haze" en "Heaven Help Me" - 19:10

## Band
- Chris McCaughan - gitaar, zang
- Brendan Kelly - basgitaar, zang
- Neil Hennessy - drums, zang (voor het nummer "106 South")